# Galina Petrowna Bucharina
Galina Petrowna Bucharina (russisch Галина Петровна Бухарина, engl. Transkription Galina Bukharina; * 14. Februar 1945 in Woronesch) ist eine ehemalige sowjetische Sprinterin.
Bei den Europäischen Hallenspielen 1967 gewann sie Bronze über 50 m.
Im Jahr darauf gewann sie bei den Olympischen Spielen 1968 in Mexiko-Stadt mit der sowjetischen Mannschaft die Bronzemedaille in der 4-mal-100-Meter-Staffel.
Eine weitere Bronzemedaille in der 4-mal-100-Meter-Staffel folgte bei den Leichtathletik-Europameisterschaften 1971 in Helsinki.
1972 erreichte sie bei den Olympischen Spielen in München über 100 m das Viertelfinale und kam mit dem sowjetischen Team in der 4-mal-100-Meter-Staffel auf den fünften Platz.
1970 wurde sie sowjetische Meisterin über 100 m. Ihre persönliche Bestzeit über diese Distanz stellte sie am 28. Juli 1972 mit 11,3 s in Minsk auf.